# 2005 100 legnagyobb slágere
Ez a lista a Billboard magazin  első Hot 100  zenéjét tartalmazza 2005-ból.
| Helyezés | Szám                           | Előadó                                              |
| 1        | We Belong Together             | Mariah Carey                                        |
| 2        | Hollaback Girl                 | Gwen Stefani                                        |
| 3        | Let Me Love You                | Mario                                               |
| 4        | Since U Been Gone              | Kelly Clarkson                                      |
| 5        | 1, 2 Step                      | Ciara featuring Missy Elliott                       |
| 6        | Gold Digger                    | Kanye West featuring Jamie Foxx                     |
| 7        | Boulevard of Broken Dreams     | Green Day                                           |
| 8        | Candy Shop                     | 50 Cent featuring Olivia                            |
| 9        | Don't Cha                      | The Pussycat Dolls featuring Busta Rhymes           |
| 10       | Behind These Hazel Eyes        | Kelly Clarkson                                      |
| 11       | Disco Inferno                  | 50 Cent                                             |
| 12       | You and Me                     | Lifehouse                                           |
| 13       | Don't Phunk with My Heart      | The Black Eyed Peas                                 |
| 14       | Lose Control                   | Missy Elliott featuring Ciara and Fatman Scoop      |
| 15       | Shake It Off                   | Mariah Carey                                        |
| 16       | Mr. Brightside                 | The Killers                                         |
| 17       | Just a Lil Bit                 | 50 Cent                                             |
| 18       | Pon de Replay                  | Rihanna                                             |
| 19       | How We Do                      | The Game featuring 50 Cent                          |
| 20       | Beverly Hills                  | Weezer                                              |
| 21       | Oh                             | Ciara featuring Ludacris                            |
| 22       | Lonely No More                 | Rob Thomas                                          |
| 23       | Drop It Like It's Hot          | Snoop Dogg featuring Pharrell                       |
| 24       | Hate It or Love It             | The Game featuring 50 Cent                          |
| 25       | Lovers & Friends               | Lil Jon featuring Usher and Ludacris                |
| 26       | Soldier                        | Destiny’s Child featuring T.I. and Lil Wayne        |
| 27       | Breakaway                      | Kelly Clarkson                                      |
| 28       | Switch                         | Will Smith                                          |
| 29       | Let Me Hold You                | Bow Wow featuring Omarion                           |
| 30       | Like You                       | Bow Wow featuring Ciara                             |
| 31       | Rich Girl                      | Gwen Stefani featuring Eve                          |
| 32       | My Humps                       | The Black Eyed Peas                                 |
| 33       | Obsession (No Es Amor)         | Frankie J featuring Baby Bash                       |
| 34       | Caught Up                      | Usher                                               |
| 35       | Listen to Your Heart           | DHT featuring Edmee                                 |
| 36       | Scars                          | Papa Roach                                          |
| 37       | Feel Good Inc.                 | Gorillaz featuring De La Soul                       |
| 38       | Let Me Go                      | 3 Doors Down                                        |
| 39       | Holiday                        | Green Day                                           |
| 40       | Sugar, We're Goin Down         | Fall Out Boy                                        |
| 41       | Grind with Me                  | Pretty Ricky                                        |
| 42       | Run It!                        | Chris Brown                                         |
| 43       | Photograph                     | Nickelback                                          |
| 44       | Lonely                         | Akon                                                |
| 45       | Collide                        | Howie Day                                           |
| 46       | Wake Me Up When September Ends | Green Day                                           |
| 47       | Slow Down                      | Bobby Valentino                                     |
| 48       | Over and Over                  | Nelly featuring Tim McGraw                          |
| 49       | Some Cut                       | Trillville featuring Cutty                          |
| 50       | Get It Poppin                  | Fat Joe featuring Nelly                             |
| 51       | Play                           | David Banner                                        |
| 52       | Soul Survivor                  | Young Jeezy featuring Akon                          |
| 53       | Pimpin' All Over the World     | Ludacris featuring Bobby Valentino                  |
| 54       | My Boo                         | Usher and Alicia Keys                               |
| 55       | Sugar (Gimme Some)             | Trick Daddy featuring Ludacris, Lil' Kim and Cee-Lo |
| 56       | Karma                          | Alicia Keys                                         |
| 57       | Speed of Sound                 | Coldplay                                            |
| 58       | I Don't Want to Be             | Gavin DeGraw                                        |
| 59       | Mockingbird                    | Eminem                                              |
| 60       | La Tortura                     | Shakira featuring Alejandro Sanz                    |
| 61       | She Will Be Loved              | Maroon 5                                            |
| 62       | Baby I'm Back                  | Baby Bash featuring Akon                            |
| 63       | Wait (The Whisper-dal)         | Ying Yang Twins                                     |
| 64       | Incomplete                     | Backstreet Boys                                     |
| 65       | Bring 'Em Out                  | T.I.                                                |
| 66       | Cater 2 U                      | Destiny’s Child                                     |
| 67       | 1 Thing                        | Amerie                                              |
| 68       | Best of You                    | Foo Fighters                                        |
| 69       | It’s Like That                 | Mariah Carey                                        |
| 70       | Goin' Crazy                    | Natalie                                             |
| 71       | Inside Your Heaven             | Carrie Underwood                                    |
| 72       | Because of You                 | Kelly Clarkson                                      |
| 73       | Truth Is                       | Fantasia                                            |
| 74       | Your Body                      | Pretty Ricky                                        |
| 75       | Beautiful Soul                 | Jesse McCartney                                     |
| 76       | Cool                           | Gwen Stefani                                        |
| 77       | Get Back                       | Ludacris                                            |
| 78       | Outta Control (remix)          | 50 Cent featuring Mobb Deep                         |
| 79       | U Don't Know Me                | T.I.                                                |
| 80       | These Words                    | Natasha Bedingfield                                 |
| 81       | Don't Lie                      | The Black Eyed Peas                                 |
| 82       | Get Right                      | Jennifer Lopez                                      |
| 83       | Daughters                      | John Mayer                                          |
| 84       | As Good as I Once Was          | Toby Keith                                          |
| 85       | Girlfight                      | Brooke Valentine featuring Lil Jon and Big Boi      |
| 86       | Lose My Breath                 | Destiny’s Child                                     |
| 87       | Ordinary People                | John Legend                                         |
| 88       | We Be Burnin'                  | Sean Paul                                           |
| 89       | Just the Girl                  | The Click Five                                      |
| 90       | True                           | Ryan Cabrera                                        |
| 91       | O                              | Omarion                                             |
| 92       | Back Then                      | Mike Jones                                          |
| 93       | Numb/Encore                    | Jay-Z and Linkin Park                               |
| 94       | Wonderful                      | Ja Rule featuring R. Kelly and Ashanti              |
| 95       | I'm Sprung                     | T-Pain                                              |
| 96       | Chariot                        | Gavin DeGraw                                        |
| 97       | U Already Know                 | 112 featuring Foxy Brown                            |
| 98       | Mississippi Girl               | Faith Hill                                          |
| 99       | Number One Spot                | Ludacris                                            |
| 100      | Give Me That                   | Webbie featuring Bun B                              |